# 7383 Lassovszky
7383 Lassovszky este un asteroid din centura principală de asteroizi.

## Descriere
7383 Lassovszky este un asteroid din centura principală de asteroizi. A fost descoperit pe 30 septembrie 1981 la Observatorul Oak Ridge din Harvard, Massachusetts. El prezintă o orbită caracterizată de o semiaxă mare de 2,46 ua, o excentricitate de 0,07 și o înclinație de 1,6° în raport cu ecliptica.